# Youngtimer
Youngtimer is de benaming voor voertuigen, veelal personenwagens, die als bezit voor een liefhebber gezien worden en nog niet oud genoeg zijn om als 'oldtimer' bestempeld te worden. Hoewel het woord Engels klinkt, is het in de Engelse taal niet bekend en is het afgeleid van het woord oldtimer. In het Engels wordt eerder van een classic car gesproken.

## Definitie
Een youngtimer is een voertuig met een bepaalde leeftijd, te jong om oldtimer te zijn. Vanaf een leeftijd van zowat 15 jaar wordt al gesproken over een youngtimer, terwijl gemiddeld 20 jaar de maat is. Toch zijn er wagens uit de jaren 70 die als youngtimer gezien worden.
Een youngtimer kan als dagelijks vervoermiddel worden ingezet en is gebruiks- en onderhoudsvriendelijker dan een oldtimer. Ze zijn vaak uitgerust met nieuwere technologie zoals airconditioning, katalysatoren, elektrische ruiten en soms zelfs airbags. Youngtimers hebben meestal een relatief lage kilometerstand in verhouding tot hun leeftijd en zijn in Nederland daardoor gewild bij de zakelijke rijder. De lagere bijtelling is een extra reden om zakelijk youngtimer te rijden.

## Fiscale regels in Nederland
Zodra een auto ouder is dan 15 jaar, gelden er andere regels voor de fiscale bijtelling bij privégebruik van een zakelijke auto. Dit is met name voor ondernemers interessant, omdat die zowel de bezitskosten, gebruikskosten als bijtelling moeten betalen. Voor werknemers is het meestal minder interessant, omdat werkgevers meestal voor nieuwe(re) leaseauto's kiezen.
Waar bij een nieuwe(re) auto de catalogusprijs de basis vormt voor de fiscale bijtelling, geldt bij auto's van 15 jaar en ouder de waarde in het economisch verkeer (dagwaarde). Wel geldt een hoger percentage van 35% bijtelling in plaats van de reguliere bijtelling van 22% (2019).
Een rekenvoorbeeld:
- BMW 530i - 231pk - € 55.867,- (2003)[3] / dagwaarde € 10.000,- Bijtelling: € 10.000,- x 35% = € 3.500,-. Bij 38,1% IB kost dat € 111,13 per maand.
- BMW 520i - 184pk - € 56.280,- (2019)[4] Bijtelling: € 56.280,- x 22% = € 12.381,60. Bij 38,1% IB kost dat € 393,12 per maand.

## Verschillende soorten
De populariteit van een youngtimer hangt af van verschillende factoren die vaak niet rationeel bepaald zijn. Het gaat veelal om aparte versies van in massa geproduceerde wagens of wagens die nu betaalbaar zijn ten opzichte van hun nieuwprijs destijds. Praktische zaken zoals de laadruimte of een meer economische motorisering spelen een minder grote rol.
Youngtimers zijn er grofweg in drie categorieën:

### Grote luxe auto's van merken die een bepaalde status hebben
Denk hierbij de duurdere uitvoeringen van Mercedes-Benz, BMW, Audi, Volvo en Jaguar. Vaak worden deze auto's aangeschaft door ondernemers om als dagelijks vervoermiddel te gebruiken. Omdat deze auto's destijds vooruit liepen op het gebied van luxe en veiligheid, zijn ze op die gebieden niet sterk verouderd ten opzichte van veel nieuwere auto's. Het gaat veel om auto's tussen de 15 en jaar 20 oud. Vaak worden dit soort auto's vanwege de fiscale voordelen aangeschaft zodat het mogelijk is om met een geringe bijtelling toch een luxe veilige auto te rijden. Vaker dan gemiddeld is dit type youngtimer uitgevoerd met een automatische versnellingsbak.
Voorbeelden in deze categorie zijn:
- Audi A6
- BMW 5-serie
- Jaguar S-Type
- Mercedes-Benz E-Klasse
- Volvo V70

### Liefhebberauto's
Het gaat hier vaak om auto's in een bijzondere uitvoering die niet als dagelijks vervoermiddel gebruikt worden. Het kan gaan om een cabrio, een coupé, een hot hatch, of een andere auto die zich onderscheidt door zijn rijeigenschappen of ontwerp. Gemiddeld zijn deze auto's tussen de 20 en 30 jaar oud en minder luxe uitgevoerd dan de bovengenoemde auto's die nog als dagelijks vervoermiddel worden gebruikt. Vaker dan gemiddeld is dit type youngtimer uitgevoerd met een handmatige versnellingsbak.
- Peugeot 205 GTI
- Alfa Romeo GTV
- BMW Z3
- Citroën Saxo VTS 16V
- Subaru Impreza GT Turbo

### Overige
Door velen zullen deze auto's gewoon worden bestempeld als 'oude auto's'. Veelal onderscheiden deze auto's zich niet heel erg van de massa door specifieke rijeigenschappen of designkenmerken. Veelal worden dit soort auto's gereden door mensen die weinig willen of kunnen uitgeven aan autorijden.
- Mazda 626
- Seat Toledo
- Nissan Sunny (de reguliere versies, want de GTI-R behoort tot de bovenstaande categorie)
- Ford Escort (de reguliere versies, want de RS Cosworth, XR3i en RS2000 behoren tot de bovenstaande categorie)
- Opel Vectra (de reguliere versies, want de i500 en 4x4 Turbo behoren tot de bovenstaande categorie)

Soms worden jongere modellen ook al voordat ze 20 jaar oud zijn tot vaak gezochte youngtimers omgedoopt. Voorbeeld zijn de BMW Z1 (1989) of de Lancia Kappa Coupé (1995), modellen die een kleine oplage kenden en tegenwoordig gewild zijn bij liefhebbers van youngtimers.

## Herkomst youngtimers
Het komt regelmatig voor dat youngtimers worden geïmporteerd vanuit landen elders in Europa vanwege hun bijzondere staat, laag kilometerstand, of andere eigenschappen. Ook worden er auto’s geïmporteerd uit gebieden waar geen pekel op de wegen wordt gestrooid, omdat deze auto’s vaak minder of geen roest vertonen. Denk hierbij aan auto’s uit Zuid-Europa, of het Noorden van Scandinavië (daar rijdt men in de winter met spikes over de sneeuw). Desondanks komen er ook in Nederland nog veel youngtimers voor in een beter dan gemiddelde staat.

## Begrippen
De term youngtimer wordt met name in Nederland nogal eens misbruikt om de categorie auto’s aan te duiden die met lage fiscale bijtelling wordt gereden. Omdat sommige liefhebbers zich hiervan willen onderscheiden zijn er ook andere termen in omloop, al dan niet geleend vanuit het Engels:
- Toekomstige Klassieker
- Future Classic
- Soon to be Classic
- Jonge Klassieker
- Almost Classic Car
- Semi Oldtimer (een auto die tussen de 10 à 25 jaar oud is)